# کم زرد (دشتستان)
کم‌زرد، روستایی است از توابع بخش ارم در شهرستان دشتستان استان بوشهر ایران.

## جمعیت
این روستا در دهستان دهرود قرار داشته و براساس سرشماری سال ۱۳۸۵ جمعیت آن ۱۴۵نفر (۲۹خانوار) می‌باشد.